# 旭町一丁目停留場
旭町一丁目停留場（日语：／ Asahimachi-itchōme teiryūjō */?）是一個位於高知縣高知市旭町一丁目，屬於土佐電交通伊野線的電車站。

## 相鄰停留場
土佐電交通
伊野線
上町五丁目－旭町一丁目－旭站前通